# Spinnfingersvamp
Spinnfingersvamp (Lentaria byssiseda) är en svampart som beskrevs av Corner 1950. Enligt Catalogue of Life ingår Spinnfingersvamp i släktet Lentaria,  och familjen Lentariaceae, men enligt Dyntaxa är tillhörigheten istället släktet Lentaria,  och familjen Gomphaceae. Arten är reproducerande i Sverige. Inga underarter finns listade i Catalogue of Life.